# The Gathering (Delain)
The Gathering è una canzone dei Delain, terzo singolo estratto dall'album Lucidity e pubblicato il 7 gennaio 2008.
Venne distribuito solo digitalmente.

## Video
Il video pubblicato è tratto da una esibizione dal vivo della band dell'autunno 2007.

## Lista tracce
1. The Gathering (Single Edit) (Eikens) – 3:12
2. The Gathering (Album Version) (Eikens) – 3:35
3. The Gathering (Video) – 3:14

## Formazione
- Charlotte Wessels – voce
- Ronald Landa – chitarra solista
- Guus Eikens – chitarra ritmica, cori
- Martijn Westerholt – tastiere
- Rob van der Loo – basso
- Sander Zoer – batteria

### Altri musicisti
- Rosan van der Aa – cori
- Marco Hietala – cori; seconda voce in The Gathering (Album Version)